# Vella bourgaeana
Vella bourgaeana là một loài thực vật có hoa trong họ Cải. Loài này được (Coss.) Warwick & Al-Shehbaz miêu tả khoa học đầu tiên năm 1998.